# Göllü Dağ
Der Göllü Dağ ist ein 2143 Meter hoher Vulkan in der türkischen Provinz Niğde.

## Lage
Der Göllü Dağ ist Teil des Taurusgebirges in der Provinz Niğde in Zentralanatolien, ca. 20 km nördlich der Stadt Niğde und 14 km südöstlich des Nenezi Dağ. Er liegt in der Zentralanatolischen Vulkanprovinz (Central Anatolian Volcanic Province, CAVP).

## Geologie
Der Vulkan ist ein Lavadom und besteht hauptsächlich aus Rhyolith. Er ist gekennzeichnet durch zahlreiche Schlackenkegel an den zerklüfteten Hängen. An der Nord- und Westflanke befinden sich heiße Quellen. Der Göllü Dağ besteht aus einem Hauptkegel (Büyük Göllü Dağ) und zehn weiteren Rhyolith-Domen, die teilweise noch Spuren früherer Dome zeigen. Der Komplex entstand während des unteren und mittleren Pleistozäns. Kalium-Argon-Datierungen von vulkanischen Felsen ergaben ein Alter von 1,95 ±0,06 Myr und 1,71 ±0,03 Myr. Die heute sichtbaren Kuppeln stammen meist von späteren Ausbrüchen.

## Obsidianabbau und -handel
Am Göllü Dag gibt es mehrere Obsidianvorkommen, unter anderem in Kömürcü-Kaletepe, Ost-Kayirli, Tavşancıyalağı Sırtı, Erikli Dere/Bostanlığın Tepe und Sirça.
Mehrere Werkplätze wurden ausgegraben, darunter Kaletepe Deresi 3.
Der Obsidian von Göllü Dağ wurde bereits im Mittelpaläolithikum (Levallois) verwendet. Epipaläolithische Funde wurden in der Öküzini-Höhle und in Netiv Hagdud im Jordantal gemacht. Im Neolithikum wurde das Material zum Beispiel nach Musular  und Çatal Höyük verbracht. In der Bronzezeit (Mittelminoisch II) erreichte das Material unter anderem Kreta, wo es im Viertel Mu72 in Malia gefunden wurde, allerdings bildete es nur 0,3 % des dort gefundenen Obsidians.